# Bloomery (condado de Jefferson)
Bloomery es un área no incorporada ubicada dentro del Distrito Kabletown, una división civil menor del condado de Jefferson (Virginia Occidental), Estados Unidos. Está catalogada como un asentamiento humano por la Junta de Nombres Geográficos de los Estados Unidos.
El número de identificación (ID) asignado por el Servicio Geológico de Estados Unidos es 1553927.

## Geografía
Se encuentra a una altitud de 108 m s. n. m. (354 pies) según el conjunto de datos de elevación nacional.